# Nijland (plaats)
Nijland (Fries: Nijlân) is een dorp in de gemeente Súdwest-Fryslân, in de Nederlandse provincie Friesland. Nijland ligt tussen Sneek en Bolsward direct aan de A7. Langs het dorp loopt de Nijlandervaart. In 2023 telde het dorp 975 inwoners.

## Geschiedenis
Het dorp is ontstaan in het zuidwestelijk deel van de Middelzee dat afgedamd en drooggevallen was. Het is niet bekend wanneer Nijland is ontstaan. Nijland is een van de weinige plaatsen in de regio die niet op een terp is ontstaan.
In 1230 werd de plaats vermeld als de Nova Terra, later die eeuw werd het aangehaald als Dodakerke nunc vocatur Noua terra, in 1335 als Dodakirka, in 1399  Doedenkerke, in 1399 als Nyenlande en in 1455 Nyland.  De andere plaatsnaam, Dodakerke duidt op het feit dat er een kerk was gesticht door de persoon Dodo. Deze Dodo was waarschijnlijk de abt die ook Nijeklooster had gesticht.
Tussen 1882 en 1947 had Nijland een halte aan de Tramlijn Sneek - Bolsward.
Tot 2011 lag Nijland in de voormalige gemeente Wymbritseradeel.

## Beschermd dorpsgezicht en kerk
Het oudste deel van het dorp rondom de Nederlands Hervormde kerk is aangewezen als beschermd dorpsgezicht, een van de beschermde stads- en dorpsgezichten in Friesland.
Die kwalificatie is onder andere te danken aan de gracht die het kerkhof nog geheel omgeeft. De eerste kerk zou volgens de kroniek van Andreas Cornelius in 1275 zijn gesticht, reden waarom de plaats in het jaar 2000 zijn 725-jarig bestaan vierde. De keuze voor de plaats van de kerk zou door middel van een godsgericht zijn toevertrouwd aan twee ossen.

## Sport
Het dorp heeft sinds 1946 een voetbalvereniging VV Nijland. Verder is er een volleybalvereniging OTIB en een gymnastiekvereniging Nocht en Warber.

## Cultuur
Het dorp heeft een fanfarekorps, de Christelijke Muziekvereniging Excelsior die werd opgericht in 1920. Op paasmaandag wordt jaarlijks het Aaipop gehouden.

## Onderwijs
In Nijland staat een basisschool, De Earste Trimen, waaraan in het schooljaar 2018/2019 de school van Folsgare is toegevoegd. Die laatste had al de scholen van Abbega en Oosthem overgenomen.

## Bekende (ex-)inwoners
De Nederlandse schrijfster Julia Burgers-Drost woonde sinds 1988 in Nijland, tot vlak voor haar dood.

### Geboren in Nijland
- Fredericus Anna Jentink (1844-1913), zoöloog
- Trui Jentink (1852-1918), socialist, feminist en publicist
- Rommert Pollema (1890-1965), politicus
- Jouke Hoekstra (1948), dirigent en muziekpedagoog
- Joke Tjalsma (1957), actrice

## Openbaar vervoer
- Lijn 99: Heerenveen - Joure - Uitwellingerga - Sneek - Nijland Rijksweg - Bolsward - Witmarsum - Arum - Kimswerd - Harlingen